# Tour de San Luis 2016
La 10.ª edición del Tour de San Luis, se disputó entre el 18 hasta el 24 de enero de 2016. En esta edición se presentó como novedad más importante el inicio con una contrarreloj por equipos (CRE) que se realizó por primera vez en su historia. La carrera tuvo dos finales en alto, en la cuarta etapa con llegada al Cerro El Amago (1710 metros de altura, con una pendiente de elevación de 11,5 %), y la otra en el filo de la sierra Comechingones (2140 metros y con pendientes de hasta el 15 %), en la sexta etapa.
Al igual que el año anterior, el recorrido tuvo siete etapas totalizando 921,7 km y la carrera integra el calendario del UCI America Tour 2016 dentro de la categoría 2.1.
El ganador fue el colombiano Dayer Quintana del equipo Movistar, fue acompañado en el podio en el segundo lugar por el argentino Eduardo Sepúlveda del Fortuneo-Vital Concept y el colombiano Nairo Quintana del Movistar.
En las otras clasificaciones, Emmanuel Guevara ganó las metas sprints, Miguel Ángel López la clasificación sub-23 y el Movistar por equipos.

## Equipos participantes
- Para la nómina de participantes véase: Participantes del Tour de San Luis 2016

Participaron 29 equipos: 7 de categoría UCI ProTeam, 6 de categoría Profesional Continental, 8 de categoría Continental y 8 selecciones nacionales. Formando así un pelotón de 174 ciclistas aunque finalmente fueron 168 tras la baja de última hora del equipo Team Vivo. Los equipos participantes fueron:
| Equipos                               | Cód. UCI | Categoría               |
| ------------------------------------- | -------- | ----------------------- |
| Astana                                | AST      | UCI ProTeam             |
| Ag2r La Mondiale                      | ALM      | UCI ProTeam             |
| Cannondale Pro Cycling Team           | CPT      | UCI ProTeam             |
| Etixx-Quick Step                      | EQS      | UCI ProTeam             |
| Lampre-Merida                         | LAM      | UCI ProTeam             |
| Movistar Team                         | MOV      | UCI ProTeam             |
| Tinkoff                               | TNK      | UCI ProTeam             |
| Androni Giocattoli-Sidermec           | AND      | Profesional Continental |
| Delko Marseille Provence KTM          | DMP      | Profesional Continental |
| Drapac Professional Cycling           | DPC      | Profesional Continental |
| Fortuneo-Vital Concept                | BSE      | Profesional Continental |
| Nippo-Vini Fantini                    | NIP      | Profesional Continental |
| UnitedHealthcare Pro Cycling Team     | UHC      | Profesional Continental |
| Holowesko-Citadel-Hincapie Sportswear | HSD      | Continental             |
| Team Inteja-MMR                       | DCT      | Continental             |
| Los Matanceros                        | LMC      | Continental             |
| San Luis Somos Todos                  | SLT      | Continental             |
| SEP San Juan                          | SEP      | Continental             |
| Strongman Campagnolo Wilier           | SCQ      | Continental             |
| Team Jamis                            | JAM      | Continental             |
| Team Vivo                             | VIV      | Continental             |

| Selecciones             |
| ----------------------- |
| Selección de Argentina  |
| Selección de Brasil     |
| Selección de Chile      |
| Selección de Costa Rica |
| Selección de Cuba       |
| Selección de Italia     |
| Selección de México     |
| Selección de Uruguay    |

## Etapas
| Etapa     | Fecha     | Recorrido                                                                               | type                     | Distancia (km) | Ganador            | Líder               |
| --------- | --------- | --------------------------------------------------------------------------------------- | ------------------------ | -------------- | ------------------ | ------------------- |
| 1.ª etapa | 18 de ene | El Durazno – El Durazno                                                                 | contrarreloj por equipos | 21             | Etixx-Quick Step   | Maximiliano Richeze |
| 2.ª etapa | 19 de ene | San Luis de Loyola Nueva Medina de Rioseco – Villa Mercedes                             | etapa llana              | 181,9          | Fernando Gaviria   | Fernando Gaviria    |
| 3.ª etapa | 20 de ene | Potrero de los Funes – La Punta                                                         | etapa escarpada          | 131            | Peter Koning       | Peter Koning        |
| 4.ª etapa | 21 de ene | San Luis de Loyola Nueva Medina de Rioseco – Cerro El Amago                             | etapa de montaña         | 140            | Eduardo Sepúlveda  | Eduardo Sepúlveda   |
| 5.ª etapa | 22 de ene | Renca – Juana Koslay                                                                    | etapa escarpada          | 168,7          | Nicolás Tivani     | Eduardo Sepúlveda   |
| 6.ª etapa | 23 de ene | La Toma – Merlo                                                                         | etapa de montaña         | 159,5          | Miguel Ángel López | Dayer Quintana      |
| 7.ª etapa | 24 de ene | San Luis de Loyola Nueva Medina de Rioseco – San Luis de Loyola Nueva Medina de Rioseco | etapa llana              | 119,6          | Jakub Mareczko     | Dayer Quintana      |

## Clasificaciones finales
- Las clasificaciones finalizaron de la siguiente forma:

### Clasificación general
| Posición | Ciclista           | Equipo                      | Tiempo           |
| -------- | ------------------ | --------------------------- | ---------------- |
|          | Dayer Quintana     | Movistar                    | 22 h 52 min 12 s |
| 2.º      | Eduardo Sepúlveda  | Fortuneo-Vital Concept      | a 20 s           |
| 3.º      | Nairo Quintana     | Movistar                    | a 35 s           |
| 4.º      | Miguel Ángel López | Astana                      | a 38 s           |
| 5.º      | Ilia Koshevoy      | Lampre-Merida               | a 1 min 42 s     |
| 6.º      | Rodolfo Torres     | Androni Giocattoli-Sidermec | a 2 min 15 s     |
| 7.º      | Rafał Majka        | Tinkoff                     | a 2 min 31 s     |
| 8.º      | Janier Acevedo     | Jamis                       | a 2 min 44 s     |
| 9.º      | Román Villalobos   | Selección de Costa Rica     | a 2 min 59 s     |
| 10.º     | André Cardoso      | Cannondale                  | a 3 min 31 s     |

| 11.º | Jonathan Millán     | Strongman Campagnolo Wilier   | a 4 min 09 s |
| 12.º | Alexis Vuillermoz   | AG2R La Mondiale              | a 4 min 25 s |
| 13.º | Steven Calderón     | Strongman Campagnolo Wilier   | a 4 min 38 s |
| 14.º | Vincenzo Nibali     | Astana                        | a 5 min 13 s |
| 15.º | Rob Squire          | Holowesko Citadel Racing Team | a 5 min 34 s |
| 16.º | Josué González      | Selección de Costa Rica       | a 6 min 01 s |
| 17.º | Ignacio Perez       | SEP San Juan                  | a 6 min 05 s |
| 18.º | Delio Fernández     | Delko Marseille Provence KTM  | a 6 min 07 s |
| 19.º | Miguel Luis Álvarez | Selección de México           | a 6 min 10 s |
| 20.º | Eder Frayre         | Selección de México           | a 6 min 12 s |

### Clasificación de los sprints
| Posición | Ciclista              | Equipo                 | Puntos |
| -------- | --------------------- | ---------------------- | ------ |
|          | Emmanuel Guevara      | San Luis Somos Todos   | 13     |
| 2.º      | Juan Ignacio Curuchet | Selección de Argentina | 10     |
| 3.º      | Germán Tivani         | Selección de Argentina | 6      |
| 4.º      | Eduard-Michael Grosu  | Nippo-Vini Fantini     | 6      |
| 5.º      | Emiliano Ibarra       | SEP San Juan           | 6      |

### Clasificación de la montaña
| Posición | Ciclista           | Equipo                      | Puntos |
| -------- | ------------------ | --------------------------- | ------ |
|          | Eduardo Sepúlveda  | Fortuneo-Vital Concept      | 15     |
| 2.º      | Román Villalobos   | Selección de Costa Rica     | 15     |
| 3.º      | Janier Acevedo     | Jamis                       | 14     |
| 4.º      | Rodolfo Torres     | Androni Giocattoli-Sidermec | 12     |
| 5.º      | Miguel Ángel López | Astana                      | 11     |

### Clasificación sub-23
| Posición | Ciclista             | Equipo               | Tiempo           |
| -------- | -------------------- | -------------------- | ---------------- |
|          | Miguel Ángel López   | Astana               | 22 h 52 min 50 s |
| 2.º      | Anderson Maldonado   | Selección de Uruguay | a 9 min 02 s     |
| 3.º      | Andrés Giuliano Mini | San Luis Somos Todos | a 10 min 32 s    |
| 4.º      | Elias Tello          | Selección de Chile   | a 12 min 15 s    |
| 5.º      | Brayan Sánchez       | Jamis                | a 17 min 14 s    |

### Clasificación por equipos
| Posición | Equipo                      | Tiempo           |
| -------- | --------------------------- | ---------------- |
|          | Movistar                    | 68 h 41 min 13 s |
| 2.º      | Selección de Costa Rica     | a 10 min 23 s    |
| 3.º      | Strongman Campagnolo Wilier | a 12 min 50 s    |
| 4.º      | Selección de México         | a 14 min 35 s    |
| 5.º      | Astana                      | a 18 min 20 s    |

## Evolución de las clasificaciones
| Etapa (Vencedor)               | Clasificación general | Clasificación de los sprints | Clasificación de la montaña | Clasificación sub-23 | Clasificación por equipos |
| ------------------------------ | --------------------- | ---------------------------- | --------------------------- | -------------------- | ------------------------- |
| 1.ª etapa (Etixx-Quick Step)   | Maximiliano Richeze   | no se entregó                | no se entregó               | Rodrigo Contreras    | Etixx-Quick Step          |
| 2.ª etapa (Fernando Gaviria)   | Fernando Gaviria      | Juan Ignacio Curuchet        | Ariel Sivori                | Fernando Gaviria     | Etixx-Quick Step          |
| 3.ª etapa (Peter Koning)       | Peter Koning          | Juan Ignacio Curuchet        | Peter Koning                | Fernando Gaviria     | Etixx-Quick Step          |
| 4.ª etapa (Eduardo Sepúlveda)  | Eduardo Sepúlveda     | Emmanuel Guevara             | Eduardo Sepúlveda           | Rodrigo Contreras    | Movistar                  |
| 5.ª etapa (Germán Tivani)      | Eduardo Sepúlveda     | Emmanuel Guevara             | Eduardo Sepúlveda           | Rodrigo Contreras    | Movistar                  |
| 6.ª etapa (Miguel Ángel López) | Dayer Quintana        | Emmanuel Guevara             | Román Villalobos            | Miguel Ángel López   | Movistar                  |
| 7.ª etapa (Jakub Mareczko)     | Dayer Quintana        | Emmanuel Guevara             | Eduardo Sepúlveda           | Miguel Ángel López   | Movistar                  |
| Final                          | Dayer Quintana        | Emmanuel Guevara             | Eduardo Sepúlveda           | Miguel Ángel López   | Movistar                  |

## UCI America Tour
La carrera al estar integrada al calendario internacional americano 2016 otorgó puntos para dicho campeonato. Además, también otorgó el mismo puntaje para el UCI World Ranking (clasificación global de todas las carreras internacionales), siendo el baremo de puntuación el siguiente:
| Posición                    | 1º  | 2º | 3º | 4º | 5º | 6º | 7º | 8º | 9º | 10º | 11º | 12º | 13º-15º | 16º-25º |
| Clasificación general final | 125 | 85 | 70 | 60 | 50 | 40 | 35 | 30 | 25 | 20  | 15  | 10  | 5       | 3       |
| Por etapa                   | 14  | 5  | 3  |    |    |    |    |    |    |     |     |     |         |         |
| Líder General por etapa     | 3   |    |    |    |    |    |    |    |    |     |     |     |         |         |

| Ciclista            | Equipo                      | Puntos por la clasificación final | Puntos de etapa | Puntos de líder | Total  |
| ------------------- | --------------------------- | --------------------------------- | --------------- | --------------- | ------ |
| Dayer Quintana      | Movistar                    | 125                               | 4,25            | 3               | 132,25 |
| Eduardo Sepúlveda   | Fortuneo-Vital Concept      | 85                                | 14              | 6               | 105    |
| Nairo Quintana      | Movistar                    | 70                                | 6,25            | -               | 76,25  |
| Miguel Ángel López  | Astana                      | 60                                | 14,75           | -               | 74,75  |
| Ilia Koshevoy       | Lampre-Merida               | 50                                | -               | -               | 50     |
| Rodolfo Torres      | Androni Giocattoli-Sidermec | 40                                | -               | -               | 40     |
| Janier Acevedo      | Jamis                       | 30                                | 5               | -               | 35     |
| Rafał Majka         | Tinkoff                     | 35                                | -               | -               | 35     |
| Román Villalobos    | Selección de Costa Rica     | 25                                | 3               | -               | 28     |
| Fernando Gaviria    | Etixx-Quick Step            | 25                                | 22,5            | 3               | 25,5   |
| André Cardoso       | Cannondale                  | 20                                | -               | -               | 20     |
| Peter Koning        | Drapac                      | 17                                | 14              | 3               | 17     |
| Jonathan Millán     | Strongman Campagnolo Wilier | 15                                | -               | -               | 15     |
| Germán Tívani       | Selección de Argentina      | 14                                |                 | -               | 14     |
| Jakub Mareczko      | Selección de Italia         | 14                                | -               | -               | 14     |
| Alexis Vuillermoz   | Ag2r La Mondiale            | 10                                | -               | -               | 10     |
| Elia Viviani        | Selección de Italia         | 8                                 |                 | -               | 8      |
| Maximiliano Richeze | Etixx-Quick Step            | 3                                 |                 | 3               | 6,5    |

- Nota: Los decimales corresponden a la contrarreloj por equipos, ya que el puntaje otorgado (al primero 14 por ejemplo) se divide entre cuatro (corredores necesarios para establecer el tiempo) y el puntaje resultante (3,5) se le otorga a todos los corredores del equipo, excepto a los que se retrasen y no lleguen con el equipo.